# Summer World University Games 2025/Teilnehmer (Amerikanische Jungferninseln)
| Gelbes Symbol für Goldmedaillen mit stilisierten Olympischen Ringen | Graues Symbol für Silbermedaillen mit stilisierten Olympischen Ringen | Braundes Symbol für Bronzemedaillen mit stilisierten Olympischen Ringen |
| ------------------------------------------------------------------- | --------------------------------------------------------------------- | ----------------------------------------------------------------------- |
| —                                                                   | 1                                                                     | —                                                                       |

Die Amerikanischen Jungferninseln nahmen mit vier Sportlern (drei Männer, eine Frau) an den Summer World University Games 2025 teil.

## Teilnehmer nach Sportarten

### Fechten
| Männer - Kruz Schembri (Degen, Florett) |

### Leichtathletik
| Männer - Brandon Pemberton (100 m, 200 m) | Frauen - Michelle Smith (400 m Hürden Silber) |

### Schwimmen
| Männer - Kaeden Gleason (50 m Rücken, 200 m Freistil, 400 m Freistil) |